# División de Bhagalpur
La división de Bhagalpur es una unidad geográfica administrativa del estado de Bihar en la India, con Bhagalpur como sede administrativa de la división. 
Desde 2005, la división consta del distrito de Bhagalpur y el distrito de Banka y está ubicada en la orilla del río Ganges. 
La famosa universidad llamada Universidad Vikramshila también se encuentra aquí. Bhagalpur, además, es conocido por su rico patrimonio cultural.